# Hamoud Ubad
Hamoud Muhammad Ubad (arabisch حمود عباد, DMG Ḥammūd ʿUbād) ist ein jemenitischer Politiker. Er ist seit dem 14. März 2011 Minister of Endowments & Guidance (Minister für Stiftungswesen, in diesem Fall im Sinne von Waqf, und religiöse Unterweisung) der Republik Jemen unter der Präsidentschaft Ali Abdullah Salihs.

## Politischer Werdegang
Seit dem 5. April 2007 war er zuvor Minister für Jugend und Sport. Das Amt des Ministers of Endowments & Guidance hatte er schon vor den Präsidentenwahlen 2006 bekleidet und war Vorsitzender des Ausschusses für die Pilgerfahrten nach Mekka jemenitischer Bürger. Bei der Regierungsneubildung 2007 behielten nur drei Minister ihr Ressort. Bei der Regierungsneubildung am 8. Dezember 2011 behielt er sein Amt als Minister of Endowments & Guidance.
Unter seiner Amtszeit als Jugend- und Sport-Minister gab es Kooperationsabkommen und -ausbau mit Saudi-Arabien und anderen moslemischen Staaten wie Kuwait, Oman, Algerien, Tunesien, den Vereinigten Arabischen Emiraten und Ägypten sowie den Palästinensischen Autonomiegebieten, Indien, Frankreich, dem Vereinigten Königreich und der UNICEF. Des Weiteren wurde in seiner Amtszeit die Ausrichtung des Fußballturniers Golfpokal 2010 an Jemen vergeben.
Nachdem die jemenitische Nationalmannschaft im Schach bei der Schacholympiade 2010 im sibirischen Chanty-Mansijsk in der ersten Runde gegen Israel ausgelost wurde, zog Ubad Jemen von der Schacholympiade zurück. Da sich jemenitische Schachfunktionäre bei der Olympiade mit der israelischen Delegation unterhalten hatten, suspendierte er den Vorstand des Jemenitischen Schachverbandes sowie alle Nationalspieler und drohte Bestrafungen an. Jemen verlor die Erstrundenbegegnung kampflos, spielte die Schacholympiade aber zu Ende.